# انفجار اطلاعات

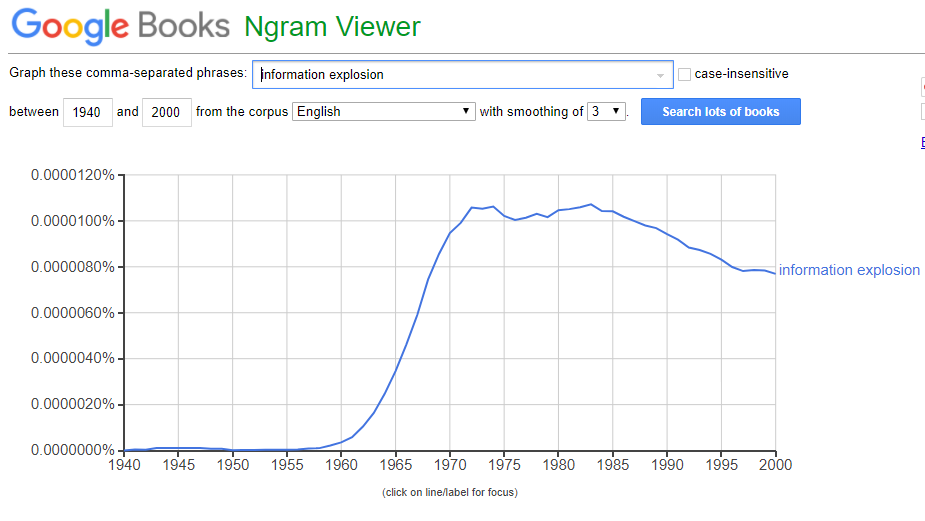
information explosion

انفجار اطلاعات (به انگلیسی: Information explosion) عبارت است از رشد سریع اطلاعات انتشار یافته و آثار حاصل از اطلاعات اضافی. وقتی حجم اطلاعات زیاد می‌شود مدیریت اطلاعات سخت‌تر می‌شود و کار به اضافه‌بار اطلاعاتی می‌انجامد.
راه‌هایی برای غالب آمدن بر این مشکل وجود دارد از جمله داده‌کاوی و Data fusion.